# Devon Murray
Devon Michael Murray (ur. 28 października 1988 w Hrabstwie Kildare) – irlandzki aktor, znany przede wszystkim z roli Seamusa Finnigana serii filmów o Harrym Potterze.
Ma 157 cm wzrostu.

## Filmografia
- 1998 This Is My Father
- 1999 Prochy Angeli (Angela's Ashes)
- 2000 Wczorajsze dzieci (Yesterday's Children)
- 2001 Harry Potter i Kamień Filozoficzny (Harry Potter and the Sorcerer's Stone) – Seamus Finnigan
- 2002 Harry Potter i Komnata Tajemnic (Harry Potter and the Chamber of Secrets) jako Seamus Finnigan
- 2004 Harry Potter i więzień Azkabanu (Harry Potter and the Prisoner of Azkaban) jako Seamus Finnigan
- 2005 Harry Potter i Czara Ognia (Harry Potter and the Goblet of Fire) jako Seamus Finnigan
- 2007 Harry Potter i Zakon Feniksa (Harry Potter and the Order of the Phoenix) jako Seamus Finnigan
- 2009 Harry Potter i Książę Półkrwi (Harry Potter and the Half-Blood Prince) jako Seamus Finnigan
- 2010 Harry Potter i Insygnia Śmierci: Część I (Harry Potter and the Deathly Hallows: Part I) jako Seamus Finnigan
- 2011 Harry Potter i Insygnia Śmierci: Część II (Harry Potter and the Deathly Hallows: Part II) jako Seamus Finnigan